# Macropus pearsoni
Macropus pearsoni es una especie extinta de mamífero marsupial perteneciente a la familia Macropodidae. M. pearsoni vivió durante el Pleistoceno en Australia. Es conocido a partir de mandíbulas fósiles recolectadas en depósitos del Pleistoceno en Darling Downs en Nueva Gales del Sur, y el Lago Kanunka en el noreste de Australia del Sur, y la península de Cape York.
Los restos fueron descritos originalmente en 1973 por Alan Bartholomäi, que los identificó como pertenecientes a un género separado (Fissuridon pearsoni), dando su nombre de especie en honor de William H. Pearson, que le dio una copia del holotipo al Museo de Queensland.
En 1985, Tim Flannery y Michael Archer sobre la base de nuevas estudios llegaron a la conclusión de que esta especie debía ser incluida en el género del canguro rojo moderno (Macropus).